# Торресілья-де-ла-Хара
Торресілья-де-ла-Хара (ісп. Torrecilla de la Jara) — муніципалітет в Іспанії, у складі автономної спільноти Кастилія-Ла-Манча, у провінції Толедо. Населення — 302 особи (2010).
Муніципалітет розташований на відстані близько 120 км на південний захід від Мадрида, 65 км на захід від Толедо.
На території муніципалітету розташовані такі населені пункти: (дані про населення за 2010 рік)
- Ла-Фреснеда: 133 особи
- Торресілья-де-ла-Хара: 169 осіб

## Демографія
Динаміка населення (INE ):

## Галерея зображень

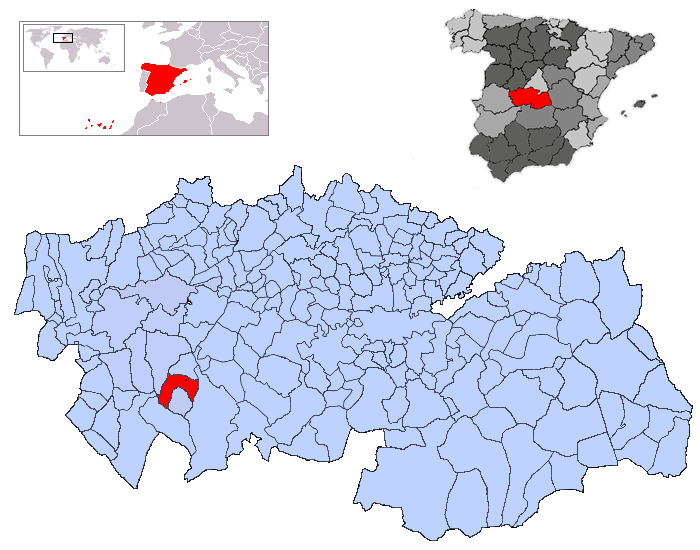
Розташування муніципалітету у провінції Толедо